# Rhycherus
Rhycherus is een geslacht van straalvinnige vissen uit de familie van voelsprietvissen (Antennariidae).

## Soorten
- Rhycherus filamentosus (Castelnau, 1872)
- Rhycherus gloveri Pietsch, 1984